# محمد دمير
محمد دمير (بالتركية: Muhammet Demir) (مواليد 10 يناير 1992) هو لاعب كرة قدم تركي محترف. يلعب حالياً كمهاجم لصالح غازي عنتاب سبور في دوري السوبر التركي.

## نشأته
ولد دمير في آراكلي، بمحافظة طرابزون. انتقلت عائلته إلى كارادينيز، زانغولداك عندما كان عمر دمير خمسة سنوات. ولديه 4 اخوة.

## مسيرته الكروية
لعب محمد دمير خلال مسيرته الاحترافية مع 4 أندية في 14 موسمًا وسجل خلالها 41 هدفًا ضمن 169 مباراة. ولم يفوز بأي موسم بالكأس وفاز موسم واحدًا بالدوري.
خاض محمد دمير مسيرته مع نادي بورصة سبور في موسم 2008–09 واستمر معه طيلة ثلاثة مواسم، مشاركًا في مباراتين ولم يسجل أي هدف. ثم انتقل إلى نادي غازي عنتاب سبور في موسم 2010–11 في المرة الأولى ليلعب معه ستة مواسم ثم في موسم 2016–17 لمدة موسم واحد، حيث شارك طوالها في 108 مباراة سجل خلالها 32 هدفًا. لينتقل بعدها إلى نادي طرابزون سبور في موسم 2015–16 ولمدة موسمين، مشاركًا في 21 مباراة سجل خلالها 4 أهداف. ثم انتقل إلى نادي سيفاسبور في موسم 2017–18 ولمدة موسمين، مشاركًا في 38 مباراة سجل خلالها 5 أهداف.

## مسيرته الدولية

### أهداف تحت 17 سنة
| هدف | التاريخ        | مكان اللقاء                                 | الخصم        | النتيجة | الحصيلة | المسابقة                            |
| --- | -------------- | ------------------------------------------- | ------------ | ------- | ------- | ----------------------------------- |
| 1   | 25 أكتوبر 2009 | ملعب ننامدي أزيكيوي، إينوغو، نيجيريا        | بوركينا فاسو | 1–0     | 1–0     | كأس العالم للناشئين تحت 17 سنة 2009 |
| 2   | 29 أكتوبر 2009 | ملعب ننامدي أزيكيوي، إينوغو، نيجيريا        | كوستاريكا    | 2–0     | 4–1     | كأس العالم للناشئين تحت 17 سنة 2009 |
| 3   | 8 نوفمبر 2009  | ملعب أبوباركار تافاو باليوا، بوتشي، نيجيريا | كولومبيا     | 1–0     | 1–1     | كأس العالم للناشئين تحت 17 سنة 2009 |

## وصلات خارجية
- محمد دمير على موقع الاتحاد الدولي (مؤرشف)  (الإنجليزية)
- محمد دمير على موقع الاتحاد الأوربي (الإنجليزية)
- محمد دمير على موقع اتحاد تركيا (لاعب) (الإنجليزية)
- محمد دمير على موقع اتحاد تركيا (لاعب) (الإنجليزية)
- محمد دمير على موقع قاعدة بيانات كرة القدم.إي يو (الإنجليزية)
- محمد دمير على موقع ناشيونال فوتبول تيمز (الإنجليزية)
- محمد دمير على موقع Soccerway.com (الإنجليزية)
- محمد دمير على موقع عالم كرة القدم.نت (الإنجليزية)
- محمد دمير على موقع كووورة

- محمد دمير نسخة محفوظة 26 أبريل 2013 at Archive.is